# 덴진 산성 (사이타마현)
덴진 산성(일본어: 天神山城 덴진야마조[*])은 사이타마현 지치부군 나가토코 정에 있었던 산성이다.

## 개요
아라카와강이 흐르는 나가토코 정 동쪽 높이 222m의 덴진 산에 성이 입지해 있다. 산의 정상부에는 혼마루가 옆으로 니노마루 산노마루가 배치된 연곽식 산성이다. 또, 동쪽 사면에는 별도의 출성을 두었다. 혼마루와 니노마루, 산노마루 사이사이에는 깊게 구덩이(호리키리)를 파 성을 방비 하였고, 현재 니노마루와 혼마루 사이에는 폭 7m, 깊이 4m정도의 호리키리를 확인할 수 있다. 또, 혼마루에는 2층망루가 지어져 있지만, 이는 관광용으로 개발된 것으로 현재는 방치되어 있다.

## 역사
센고쿠 시대 ~ 아즈치모모야마 시대
1530년 ~ 1550년 무렵 간토 관령 우에스기 가문의 가신 후지타 시게토시가 축성했다고 한다. 1546년 가와고에 성 전투 이후 호조 우지야스는 무사시 북부까지 세를 뻗쳤고, 1549년 음력 7월 후지타 시게토시는 고호조 가문의 가신으로 신종했다. 1560년 우에스기 겐신이 간토로 출병하자 후지타 가문은 고호조 가문을 이반해 우에스기 측에 가세하였다. 하지만, 음력 9월 고호조 가문의 공세에 성은 함락되었다. 1564년 호조 우지야스의 4남 호조 우지쿠니가 입성한다. 1568년 음력 10월부터 1569년 음력 9월 사이 우지쿠니는 하치가타 성으로 이주 했지만, 그 후로도 성은 존속되었다. 1590년 도요토미 히데요시의 오다와라 정벌이 시작되자, 하치가타 성과 함께 우에스기 가게카쓰, 마에다 도시이에 군에 함락된 후, 폐성되었다.
현재
1970년(쇼와 45년) 혼마루 터에 2층의 망루가 철근콘크리트 구조로 지어져있지만, 현재 관리되지 않고, 버려져 있다.

## 관광
교통
- 지치부 철도 노가미 역에서 하차, 등산로까지 도보로 20분소요.

주변 문화시설 및 관광명소
- 시로토리 신사

## 같이 보기
- 하치가타 성